# Égliseneuve-des-Liards

Égliseneuve-des-Liards este o comună în departamentul Puy-de-Dôme, Franța. În 1 ianuarie 2022 avea o populație de 156 de locuitori.